# Jean Beaufret
Jean Beaufret, född 22 maj 1907 i Auzances, död 7 augusti 1982 i Paris, var en fransk filosof. Han är känd för sin vänskap med Martin Heidegger och för att ha introducerat dennes filosofi i Frankrike.